# Gisela Birkemeyer
Gisela Birkemeyer, född 22 december 1931 i Fahsendorf i Sachsen, död 26 mars 2024 i Berlin, var en tysk friidrottare (häcklöpare) och politiker.
Birkemeyer började med friidrott 1944 och hon flyttade över Jena och Erfurt till Berlin. Hon förbättrade två världsrekord över 80 meter häck och ytterligare åtta med den östtyska stafetten.
Birkemeyer blev olympisk silvermedaljör på 80 meter häck vid sommarspelen 1956 i Melbourne. Vid olympiska sommarspelen 1960 vann hon en bronsmedalj. Hon gifte sig 1957 med sin tränare. Efter 1965 var hon själv tränare och senare anställd hos polisen.